# Westdeutscher Rundfunk
Westdeutscher Rundfunk (fork. WDR, dansk: Vesttysk Radio), er en offentligt ejet regional radio- og TV-virksomhed, der dækker Nordrhein-Westfalen i det vestlige Tyskland fra sit hovedkontor i Köln. WDR drives på public service-vilkår og sender tv-kanalen WDR-Fernsehen samt seks radiokanaler som henvender sig til forskellige lyttergrupper.

## Historie
WDR blev grundlagt i 1955, da selskabet NWDR deltes op i NDR som sender til Niedersachsen, Schleswig-Holstein og Hamburg, og WDR som sender til Nordrhein-Westfalen. Den 1. januar 1956 begyndte WDR's to første kanaler at sende.
WDR's radiostudio i Köln spillede en stor rolle i 1950'ernes og 1960'ernes fremvækst af eksperimentel musik og lydkunst. Her gjorde artister og komponister som Nam June Paik, Karlheinz Stockhausen, John Cage og Konrad Plank sig gældende.

## Virksomhed
WDR's tv-kanal, WDR-Fernsehen er et så kaldt Drittes Fernsehprogramm, det vil sige en af flere regionale tv-kanaler, der produceres af et medlem af ARD. WDR Fernsehen begyndte sine udsendelser 17. december 1965 under navnet Westdeutsches Fernsehen (eller WDF). 1988 skiftede kanalen navn til West 3, men fik 1994 navnet WDR Fernsehen. De fleste programmer i kanalen sendes fra hovedkvarteret i Köln, men WDR har desuden otte lokale redaktioner i Aachen, Bonn, Bielefeld, Dortmund, Düsseldorf, Duisburg, Esserne, Münster, Siegen og Wuppertal, samt mindre regionale kontorer i Arnsberg, Detmold og Kleve, der alle bidrager til nyhedsproduktionen.
WDR driver desuden seks FM-radiokanaler (2024):
- 1 Live, målrettet unge mellem 14 og 39 år.
- WDR 2 har en målgruppe mellem 25 og 59 år og fokuserer på regionale nyheder og information. Musikprofilen er pop.
- WDR 3, kulturprogram, jazz, klassisk musik, enkelte taleprogrammer. Ingen reklamer.
- WDR 4, trækker sig til en ældre målgruppe med oldies, schlager- og folkmusik. Ingen reklamer.
- WDR 5, undervisnings- og aktualitetsbaseret taleradio. To daglige børneprogrammer. Ganske lidt musik. Ingen reklamer.
- Cosmo - Global Sounds Radio, om dagen en tysk kanal, om aftenen sendes på 14 forskellige sprog. Drives i samarbejde med Radio Bremen. Ingen reklamer.

Dertil kommer tre DAB-kanaler. WDR producerer også en del programmer for ARD's landsdækkende tv-kanal, Das Erste.